# الحكومة السورية (أبريل 1939)
تشكلت حكومة نصوحي البخاري بالمراسيم من 338 إلى 343 بتاريخ 5 نيسان 1939 المنشورة بالجريـدة الرسمية للجمهورية السوريـة العدد /14/ لعام 1939· وانتهت ولاية هذه الحكومـــة باستقالتها بتاريخ 15 أيار 1936، وتلا ذلك تعــطيل المفوض السامي الدســتور وحــل مجلس النواب وتولى السلطة بنفسه وإقامة حكومة مديرين جديدة·
هي الحكومة الثانية والعشرين في تاريخ سوريا الحديث، والسابعة في عهد الجمهورية السورية الأولى. ألفت بعد أسبوعين من الأزمات الحكومية في التكليف والتأليف، نتيجة تردي الوضع السياسي والأمني في البلاد، نتيجة احتجاجات 1939 وقد ألفت جميع هذه الوزارة من شخصيات مستقلة وغير حزبية، لتخفيف حدة المظاهرات بقيادة الكتلة الوطنية صاحبة الأغلبية البرلمانية. عرف عن رئيسها "المنهج العسكري، قولاً وفعلاً"، ووعد بالقيام بحوار وطني.
لم تستطع الحكومة إيقاف التظاهرات المتعلقة بقضية لواء إسكندرون، ونازحي اللواء إلى العاصمة، وطالبها مجلس النواب بتقديم برنامجها لنيل الثقة فطلبت التأجيل. أخيراً استقالت الوزارة في 4 يوليو 1939، وفي 7 يوليو 1939 تبعتها استقالة رئيس الجمهورية -رئيس الكتلة الوطنية- هاشم الأتاسي.

## التشكيل الوزاري
تألفت حكومة نصوحي البخاري من الوزراء:
| المنصب               | الصورة | شاغل المنصب      | الحزب         | الحزب | في المنصب من | في المنصب حتى | ملاحظات |
| -------------------- | ------ | ---------------- | ------------- | ----- | ------------ | ------------- | ------- |
| رئيس الوزراء         |        | نصوحي البخاري    | مستقل         |       | 5 نيسان 1936 | 15 أيـار 1939 |         |
| وزير الدفاع الوطني   |        | نصوحي البخاري    | مستقل         |       | 5 نيسان 1936 | 15 أيـار 1939 |         |
| وزير الداخلية        |        | نصوحي البخاري    | مستقل         |       | 5 نيسان 1936 | 15 أيـار 1939 |         |
| وزير الخارجية        |        | خالد العظم       | مستقل         |       | 5 نيسان 1936 | 15 أيـار 1939 |         |
| وزير العدلية         |        | خالد العظم       | مستقل         |       | 5 نيسان 1936 | 15 أيـار 1939 |         |
| وزير المعارف         |        | حسن الحكيم       | تيار الشهبندر |       | 5 نيسان 1936 | 15 أيـار 1939 |         |
| وزير المالية         |        | محمد خليل المدرس | مستقل         |       | 5 نيسان 1936 | 15 أيـار 1939 |         |
| وزير الاقتصاد الوطني |        | سليم جنبرت       | مستقل         |       | 5 نيسان 1936 | 15 أيـار 1939 |         |

| سبقه حكومة لطفي الحفار | الحكومات في سوريا نيسان 1939 - أيار 1939 | تبعه حكومة بهيج الخطيب |

## الملاحظات
1. ↑  تشير بعض المصادر إلى أن هذه الحكومة استمرت إلى 8 تموز 1939.

## روابط خارجية
- الحكومات السورية على موقع رئاسة مجلس الوزراء
- الحكومات السورية على موقع مجلس الشعب السوري
- وزارات الدولة على بوابة الحكومة الإلكترونية السورية
- الوزارات والهيئات الحكومية على موقع مجلس الشعب السوري